# Heteropithecia
Heteropithecia là một chi bướm đêm thuộc họ Geometridae.